# Trường Thanh (nhà Thanh)
Trường Thanh (chữ Hán: 長清, ? – 1837), người thị tộc Nữu Hỗ Lộc (Niohuru hala) thuộc Mãn Châu Tương Hoàng kỳ, quan viên nhà Thanh.

## Thân thế
Thị tộc Nữu Hỗ Lộc là một trong 8 họ lớn của người Mãn Châu, bản thân Trường Thanh được sinh ra trong một gia đình huân quý nhiều đời được trọng dụng. Ông tổ 5 đời của Trường Thanh là khai quốc công thần Ngạch Diệc Đô, ông kỵ là Thái sư Át Tất Long, ông cụ là Nội đại thần Doãn Đức, ông nội là Nội đại thần Sách Lăng, cha là Phó Đô thống Đặc Thành Ngạch.

## Khởi nghiệp
Trường Thanh nhờ thân phận Ấm sinh mà được Nhập tư, được thuyên thụ  làm Chủ sự Binh bộ, dần được thăng đến Lang trung.
Năm Gia Khánh thứ 24 (1819), Trường Thanh được ra làm Quảng Tây Tả Giang đạo. Gặp lúc mẹ mất nên Trường Thanh rời chức, sau đó được nhận lại chức Binh bộ Lang trung.

## Phòng thủ Hồi Cương
Năm Đạo Quang thứ 5 (1825), Trường Thanh được gia hàm Phó Đô thống, sung chức A Khắc Tô biện sự Đại thần.
Năm thứ 6 (1826), Trương Cách Nhĩ thuộc thị tộc Hòa Trác (Jahanghir Khoja) nổi dậy, 4 thành phía Tây Nam Cương là Khách Thập Cát Nhĩ, Anh Cát Sa Nhĩ, Diệp Nhĩ Khương, Hòa Điền nối nhau thất thủ; Trường Thanh cắt đứt việc trao đổi phòng bị giữa các thành, phát động quan binh của cục tiền thuộc xưởng đồng, chẹn giữ sông Hồn Ba Thập. Tham tướng Vương Hồng Nghi tử trận ở Đô Tề Đặc, quân Hồi tập hợp 5, 6 ngàn người từ Diệp Nhĩ Khương kéo đến, nhiều lần tấn công bến đò, đều bị quân Thanh đẩy lui. Cách thành A Khắc Tô hơn trăm dặm là hai vùng đất Ba Tư Đồ Lạp, Cáp Nhĩ Tháp có nhiều Đóa Lan Hồi trang, vì bọn họ ủng hộ nghĩa quân, nên Trường Thanh chia binh trấn áp. Quân Hồi lại từ Thác Thập Hãn vượt sông, cách thành 20 dặm; Trường Thanh lệnh cho vài mươi kỵ binh vừa rong ruổi cuốn bụi mù lên, vừa nổi trống từ phía đông kéo về, khiến quân Hồi ngờ rằng đại quân Thanh đến, lui chạy sang bờ nam. Trường Thanh bèn tiến quân, vượt sông đóng trại; quân Hồi tấn công, quân Thanh liên tiếp thắng lợi, bắt chém được hơn ngàn người, khiến quân Hồi không dám dòm ngó bờ bắc. Thành A Khắc Tô nhỏ, Trường Thanh mở rộng cửa hông, đào hào đắp lũy làm quách ngoài, nên người Hán, Hồi vững lòng. Sau đó Trường Thanh điều 500 binh giúp phòng thủ Ô Thập làm thế ỷ dốc, nên 4 thành phía Đông Hồi Cương (Khách Lạt Sa Nhĩ, Khố Xa, A Khắc Tô, Ô Thập) không còn sợ hãi gì nữa.
Ban đầu Đạo Quang Đế lo Trường Thanh chưa am tường quân sự, mệnh cho Đặc Y Thuận Bảo đi lĩnh chức ấy, còn Trường Thanh lui xuống làm phó của ông ta, nhưng Đặc Y Thuận Bảo vẫn chưa đến, bây giờ Hoàng đế giáng chiếu khen ngợi Trường Thanh phòng bị và tiễu trừ đều rất hợp lý, ban Hoa linh, cho Ưu tự , rồi dừng mệnh lệnh ấy. Đại quân Thanh hơn 3 vạn người Mãn, Hán tập hợp ở A Khắc Tô, đều là nhờ vào Trường Thanh tổ chức công tác vận tải, cũng như việc đúc tiền và tăng cường trạm dịch, tất cả đều được lên kế hoạch hoàn bị. Vì thế Trường Thanh được thụ chức Phó Đô thống Mông Cổ Tương Bạch kỳ, tiếp tục lưu nhiệm.
Năm thứ 7 (1827), quân Thanh giành lại 4 thành phía Tây, Trường Thanh được xét công giữ thành, nhận thế chức Vân kỵ úy, con trai là Phú Xuân được cất nhắc làm Chủ sự.
Năm thứ 8 (1828), Trường Thanh dâng sớ nói: "Trường Linh bàn rằng thêm 1000 binh cho A Khắc Tô, 500 binh cho Kha Nhĩ Bình. Kha Nhĩ Bình cách thành A Khắc Tô 300 dặm, mà dân Hồi ở A Khắc Tô có mấy vạn, binh ít không ích gì, xin quy tất cả về A Khắc Tô, luyện thành đội quân mạnh, có thể cầm giữ cả hai nơi. Còn Tháp Nhĩ Đạt Ba Hãn và A Nhĩ Thông Hoắc Thập đều có đường nhỏ thông đến Y Lê, xin được phong cấm." Triều đình nghe theo. Đến khi Trương Cách Nhĩ bị bắt và giải về kinh sư, Trường Thanh lại được Ưu tự.
Năm thứ 10 (1830), Khách Thập Cát Nhĩ lại có cảnh báo, Dung An soái binh Y Lê đến giúp, nhận mệnh đến A Khắc Tô bàn bạc với Trường Thanh về việc tiến binh. Trường Thanh dâng sớ xin chia binh ra giữ Hòa Điền, Ô Thập, đợi 2 lộ binh của Cáp Phong A, Hồ Siêu đến mới cùng họ tiến tiễu. Triều đình giáng chiếu chỉ trích Dung An sợ sệt, Trường Thanh cũng bị giao xuống cho nghị tội. Sau đó Trường Thanh được tha, chịu giáng làm Nhị đẳng Thị vệ, vẫn cho lưu nhiệm.
Năm thứ 12 (1832), Trường Thanh được gia hàm Đề đốc, sung chức Diệp Nhĩ Khương Biện sự đại thần; đối với việc chế ngự cư dân địa phương để mở mang đồn điền, những biện pháp của ông đều được khen ngợi.
Năm thứ 14 (1834), Trường Thanh được thụ chức Ô Lỗ Mộc Tề Đô thống.

## Những năm cuối đời
Năm thứ 15 (1835), Trường Thanh được triệu về kinh, ít lâu sau được thụ chức Phúc Châu Tướng quân, gia tán quan là Thái tử Thái bảo.
Năm thứ 17 (1837), Trường Thanh mất, được tấn tán quan là Thái tử Thái phó, ban vàng lo việc tang, đặt thụy là "Cần Nghị" (勤毅).